# 基仁諾站 (馬尼拉輕軌)
基仁諾站位在馬尼拉馬拉提區，屬於馬尼拉輕軌1號線的車站，於1984年12月1日正式啟用。該車站處於塔夫脱大道、基仁諾大道和聖安德烈斯街（San Andres Street）路口，站體坐落塔夫脱大道而橫跨基仁諾大道，為馬尼拉市馬拉提區的交通服務。該大道以第六任菲律賓總統埃爾皮迪奧·季里諾為名。

## 周邊設施
車站緊鄰眾多馬尼拉灣灣區設施，包括聖安德烈斯市場、馬尼拉動物園、馬尼拉醫院醫學中心、馬拉提教堂、馬尼拉遊艇俱樂部與馬尼拉海灣步道，此外拉惹·蘇萊曼廣場、馬拉提天主教學校及菲律賓植物產業局也位於附近。

## 車站結構
| 3樓  | 側式月台，車門由右側開啟 | 側式月台，車門由右側開啟         |
| 3樓  | A月台                    | ← 1號線 小費爾南多·波因方向      |
| 3樓  | B月台                    | → 1號線 桑托斯博士方向 →         |
| 3樓  | 側式月台，車門由右側開啟 |                                  |
| 2樓  | 車站大廳                 | 驗票閘門、售票亭、車站控制、商店 |
| 地面 | 街區                     |                                  |